# Козляк
Козля́к, решетник (лат. Suillus bovinus) — трубчатый гриб рода Маслёнок (Suillus) семейства Болетовые (Boletaceae). 
Латинские синонимы:
- Boletus bovinus L., 1753 basionym
- Agaricus bovinus (L.) Lam., 1783
- Ixocomus bovinus (L.) Quél., 1888

Словарь Даля также указывает следующие названия для данного гриба: моховик, моховник (новг.), мшорник (пск.).

## Описание
Диаметр шляпки составляет 3—12 см, шляпка имеет выпуклую, подушковидную, плоско-выпуклую, позже плоскую форму, на ощупь гладкая, клейкая, голая, в сухую погоду — блестящая, в сырую — слизистая, цвет шляпки — рыжевато-бурый, желтовато-бурый, светло-жёлто-бурый или красно-коричневый, красно-охряный. Кожица со шляпки не снимается либо снимается маленькими лоскутками.
Мякоть плотная, упругая, позже резинистая, бледно-жёлтого или светло-жёлтого цвета, в ножке с оттенком красного, буроватого или коричневого цвета, может немного краснеть или розоветь на срезе, без вкуса либо слегка кисловатая, запах невыразительный. После термической обработки становится розовато-лиловой.
Трубчатый слой низбегающий или слабо низбегающий, согласно Дермеку приросший или слабо низбегающий, поры желтоватые, серо-желтоватые, коричнево-желтоватые или красновато-оливковые, позже жёлтые или буроватые, крупные, неправильно угловатые, имеют надорванные края.
Ножка 4—10 см высотой и 1—2 см толщиной, сплошная, цилиндрическая, часто изогнутая, иногда суженная книзу, плотная, гладкая, матовая, цвет ножки тот же что и у шляпки или более светлый, у основания — жёлтый.
Споровый порошок имеет жёлто-оливковый или светло-бурый цвет. Споры 6—10 × 3—4 мкм, эллипсоидно-веретеновидной формы, светло-жёлтого цвета, гладкие.

## Экология и распространение
Образует микоризу преимущественно с сосной. Встречается в хвойных лесах с участием сосны на кислых, питательных почвах во влажных местах, около дорог, на сфагновых болотах. Встречается одиночно и большими группами. Часто растёт совместно с мокрухой розовой.
Широко распространённый вид по всей северной умеренной зоне. Европа, в том числе Европейская часть России и Северный Кавказ, Урал, Сибирь, Дальний Восток.
Сезон август — сентябрь.

## Сходные виды
- Перечный гриб (Chalciporus piperatus) обычно меньших размеров, мякоть имеет острый перечный вкус. Несъедобен, может употребляться как приправа.

## Употребление
Съедобен.